# ユリウス・シュテルン
ユリウス・シュテルン（Julius Stern 1820年8月8日 - 1883年2月27日）は、ユダヤ系ドイツ人の音楽教育者、作曲家。

## 生涯
シュテルンはプロイセン領のヴロツワフに生まれた。シュテルンに最初の音楽教育を施したのはヴァイオリニストのペーター・リュンシュトナー（Peter Lüstner）で、シュテルンは9歳の時に演奏会に出演している。1832年に一家がベルリンへと移り、シュテルンはそこでまず紡績工場の見習い工となった。音楽の学びは続けていき、最終的にはベルリン芸術アカデミーに入学してカール・フリードリヒ・ルンゲンハーゲンの下で作曲を学んだ。アカデミーでの習作が芸術愛好家であったプロイセン王フリードリヒ・ヴィルヘルム4世の目に留まり、王はシュテルンに奨学金を与えてさらに勉学を継続できるようにした。これにより、シュテルンはまずドレスデンに赴き、次にパリへと向かって声楽を修めることができた。パリではすぐさまコンラディン・クロイツァーの跡を継ぐ形でドイツ合唱協会の指揮者となり、彼を支援したマイアベーアや、ベルリオーズを学んだ。パリ在住中には、メンデルスゾーン作曲のソポクレスの悲劇「アンティゴネ」への付随音楽や他の曲目を指揮している。
ベルリンに戻ったシュテルンは、1834年から1843年にかけてベルリン・ジングアカデミーで歌い、1847年にシュテルン合唱団を設立した。1847年10月に行われたメンデルスゾーンのオラトリオ「エリヤ」のドイツ初演は、シュテルンが当時最高の指揮者の1人であるとの名声を築くものとなった。徐々に規模と技能を向上させたシュテルンの合唱団は、まもなくベルリン・ジングアカデミーに比肩し得ると評判になっていく。こうしてレパートリーを拡大させた合唱団は、ヘンデル、ハイドン、バッハの有名曲のみならず、同時代の作曲家の作品も扱うようになる。また、ベートーヴェンの「ミサ・ソレムニス」や「交響曲第9番」にも取り組んだ。1872年の合唱団25周年祭は熱狂の中行われたが、その2年後にシュテルンは健康を害して首席指揮者の座を引退せざるを得なくなった。
シュテルンは1850年に、テオドール・クラク、アドルフ・ベルンハルト・マルクスと共同でベルリン音楽学校を設立した。クラクが1855年に、続いてマルクスが1857年（1856年？）に引退すると、学校はシュテルンの単独経営となりシュテルン音楽院と改名された。この音楽院はベルリンの主要な音楽学校となり、教員や学生は著名な音楽家の名前が並ぶ。シュテルンはその後死去するまで音楽院の運営に携わっている。また、同時にヨハニス通りの改革派のシナゴーグにおいて、ラビのザームエル・ホルトハイムの下で合唱団の指揮者も務めていた。1855年には管弦楽団も創設したが、財政的な問題により長くは続かなかった。シュテルンは1869年から1873年までベルリンの交響楽団を指揮した。同年から友人の楽団に加わり、1874年まで帝国ホールでの演奏会を指揮したが、ここでシュテルンは才能ある若い音楽家の作品を発表するというアイデアを好んで実行に移した。
1852年に、シュテルンは11歳年下のエリザベート・メイヤー（Elisabeth Meyer）と結婚した。彼女はベルリンの商人であったイツィッヒ・メイヤー（Itzig-）の娘であり,、姉妹のイェニー・メイヤー（Jenny-）は後に著名な歌手となる。シュテルンは1849年にはロイヤル・ミュージック・ディレクター、1860年には教授の称号を手にしている。
シュテルンは1883年、ベルリンで62年の生涯を閉じた。シュテルンの墓はヴァイセンゼーのユダヤ人墓地（ドイツ語）にある。彼が若い頃に作曲した多くの歌曲は、当時は高い人気があった。